# Pedro Soto
Pedro Soto Moreno (1952. október 22. – ) mexikói válogatott labdarúgókapus. 

## Pályafutása

### Klubcsapatban
Pályafutása során játszott a Club América (1974–75, 1977–81), a CF Laguna (1975–76), az Atletas Campesinos (1981–82) és a Club Puebla (1982–84) csapatában.  

### A válogatottban
1978-ban 3 alkalommal szerepelt az mexikói válogatottban. Részt vett az 1978-as világbajnokságon. 
Club América
- CONCACAF-bajnokok kupája (1): 1977
- Copa Interamericana (1): 1977

Club Puebla
- Mexikói bajnok (1): 1982–83